# XIIe dynastie égyptienne

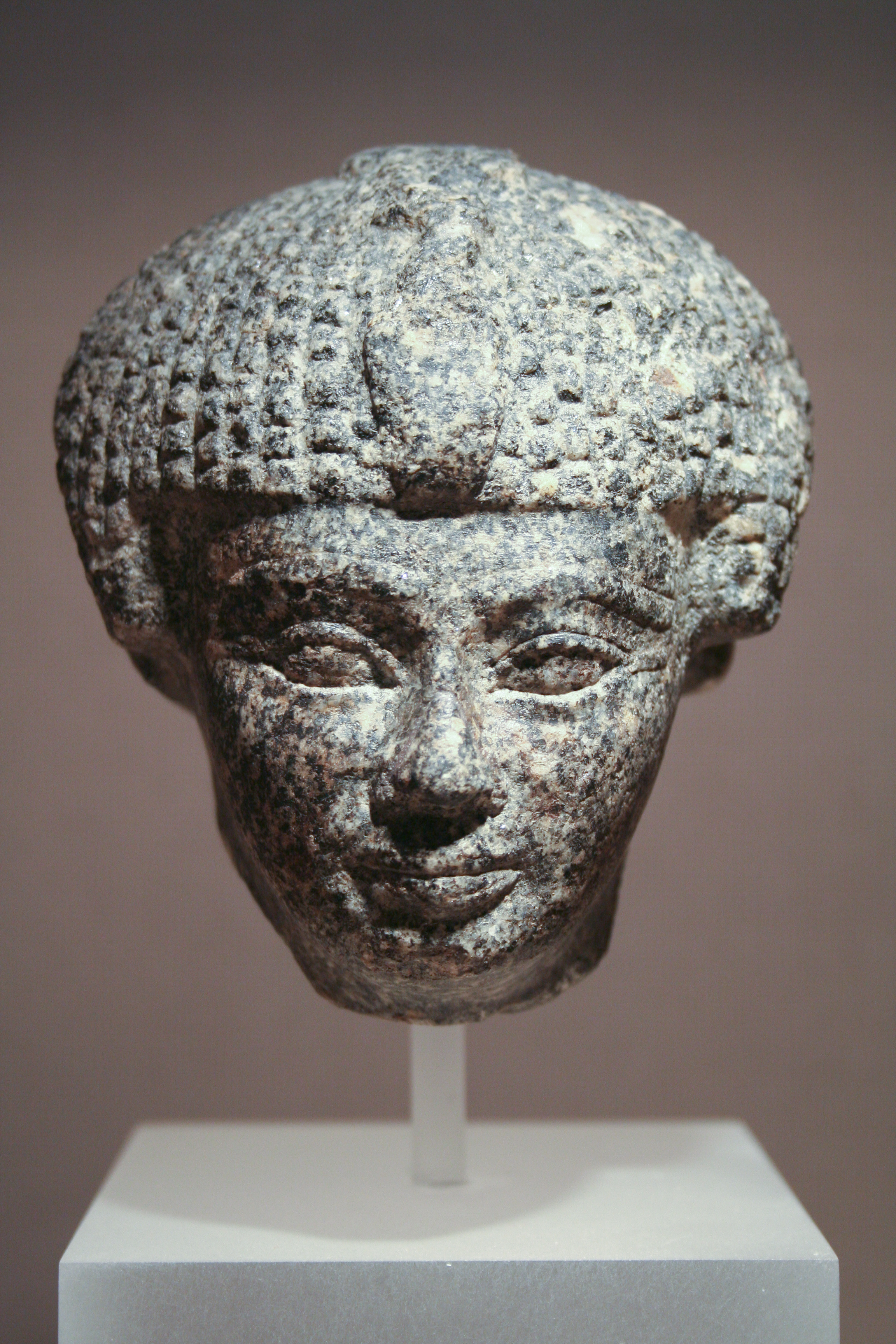
Statue de Sésostris Ier. Ägyptisches Museum Leipzig

Les rois de la XIIe dynastie règnent de 1991 à 1786/1785/1783 av. J.-C. (D. B. Redford, N. Grimal, D. Arnold). Cette dynastie apparaît, à bien des égards, comme l'apogée du Moyen Empire, avec les règnes, de père en fils, de Sésostris II, Sésostris III et Amenemhat III. Néanmoins l'État y apparait bien fragile.

## Sources
La construction de l'histoire de cette période repose sur des sources moins abondantes et, surtout, moins riches que celles du IIIe millénaire. Les annales, les décrets sont devenus plus rares au début du nouveau millénaire. Alors que les tombes précédentes contenaient des récits de la vie des défunts, on ne trouve plus que des listes d'épithètes et de titres. Les stèles donnent des informations généalogiques mais peu d'information historiques, administratives ou biographiques. Enfin les constructions de prestige sont plus rares et moins grandioses qu'au cours de l'Ancien Empire quand elles n'ont, tout simplement disparues sous les agrandissements ou réalisations ultérieures. Ce par quoi le Moyen Empire peut néanmoins briller, c'est par la littérature et les réalisations artistiques conservées. Malheureusement cela ne suffit pas à témoigner d'une monarchie puissante. En fait, l'État apparait bien fragile.

## Histoire

### Politique intérieure et extérieure
Cette dynastie est originaire de Thèbes, son fondateur pourrait être l'ancien vizir du dernier Montouhotep, Montouhotep IV, mais rien ne le prouve.
Bien que les débuts de cette prise du pouvoir aient été agités et remis en cause par les partisans de la dynastie précédente, les nouveaux souverains parviennent à asseoir leur autorité sur la totalité du pays, exerçant un certain contrôle des nomarques et pacifiant les frontières en étendant la zone d'influence de l'Égypte aux contrées limitrophes : Nubie, oasis du Sahara oriental. L'activité et l'énergie avec lesquels ils réforment le gouvernement et l'administration est caractéristique d'un recentrage des pouvoirs autour de la personne du roi.
L'écart de richesse entre le roi et les potentats locaux est réduit. Pour fidéliser les courtisans, le roi peut offrir cadeaux et récompenses diverses, mais, plus encore, il permet à leurs enfants de bénéficier de l'enseignement donné au palais, le Kap. Ce sera, pour eux, la possibilité d'une belle carrière dans l'administration centrale en tant qu'« enfants du Kap ». La cour, elle-même, est une cour de lettrés qui se conforme à une étiquette  caractérisée par l'importance de l'éloquence et la littérature permet de souder cette élite composée de potentats, courtisans et administrateurs de haut rang. Les œuvres littéraires actuellement conservées prônent la loyauté envers le souverain. Elles proposent des modèles de conduite à cette société fortement hiérarchisée. Elles évoquent, dans le même temps, les risques liés à l'éventualité  d'une disparition de la monarchie. L'enseignement pour Mérikaré (de la IXe dynastie), apparait, en plus de cela, comme un véritable guide de bon gouvernement pour les générations suivantes, attribué au dernier roi de la dynastie d'une Héracléopolis « vaincue ». L'ouvrage semble conseiller tout souverain, aux prises avec des problèmes similaires, de concilier les intérêts de la monarchie et ceux des personnalités les plus puissantes des provinces.

### Culture
Une nouvelle capitale est fondée à la lisière du Fayoum et de nouveaux sites sont choisis à proximité pour édifier les tombes royales à Licht, El-Lahoun, Hawara. Le retour au complexe pyramidal est un témoin de cette volonté de renouer avec les modèles de l'Ancien Empire. Mais cela est fait avec peu de moyens, et de mauvaise qualité qui ne tarderont pas à se dégrader. Ces moyens qui manquent sont vraisemblablement accaparés par des institutions locales, comme les temples. Quant aux fondations de villes nouvelles, elles n'ont pas servi de modèle à l'extension des villes anciennes. Pour ce qui est de Ilahoun, dans le Fayoum, il s'agissait d'héberger le personnel chargé du service funéraire du roi. À Qasr el-Sagha (et peut-être Tell el-Daba) il s'agissait d'un camp de travail, la kheneret, dans lequel étaient enfermés des criminels et des travailleurs qui devaient s'acquitter de corvées en faveur de l'État. Ces camps de travail sont chargés de défricher et mettre en valeur, à peu de frais, des terres nouvelles afin d'accroître les revenus de l'État. Tout cela n'est pas le signe d'un État très florissant.
En ce qui concerne la construction de temples, Sésostris Ier est considéré comme le père fondateur du temple de Karnak. Pour ces réalisations ambitieuses il est fait appel aux carrières du ouadi Hammamat, tant pour la pierre de taille que pour le grauwacke, cette pierre vert sombre qui sert aux sculptures, éventuellement monumentales, et même pour l'or. L'accès à ces zones marginales de l'Empire se fait sous bonne escorte et avec la protection des populations locales.
La fin de cette dynastie marque le retour à une période de relative puissance et d'équilibre, avec les règnes de Sésostris III et d'Amenemhat III. Les campagnes militaires et les expéditions minières à l'extérieur des frontières renforcent l'emprise de l'Égypte sur ses voisins notamment en Nubie dont le royaume de Kerma représente un sérieux concurrent dans le contrôle des voies commerciales et à l'est où des tribus nomades menacent régulièrement les convois à destination du Sinaï ou de Byblos avec laquelle les relations commerciales sont alors florissantes.
Si les méthodes de construction ont changé, le plan des pyramides royales reste proche de celui mis au point sous la Ve dynastie. Pour leur édification c'est la brique et non la pierre qui a été largement employée. L'utilisation de la pierre taillée, elle, s'impose pour les temples des régions comprises entre Abydos et Éléphantine - région qui concentrait les personnalités les plus puissantes du royaume - ce qui pourrait être le signe d'une démarche pour s'attirer le soutien de ces potentats. Les travaux étant confiés à des maîtres d'œuvre issus des familles influentes. La situation devient confuse pour la monarchie, au XVIIIe siècle av. J.-C., après le règne de Sésostris III (1878-1843), lorsque cette monarchie n'a plus eu les moyens de financer ces travaux des temples qui bénéficiaient, en fin de compte, aux familles les plus puissantes, lesquelles lui permettaient de se maintenir sur le trône, jusque là.
Le développement de l'administration s'accompagne d'une pratique de plus en plus partagée de l'autobiographie privée, qui n'est donc plus réservée à une élite, comme sous l'Ancien Empire. Cette pratique deviendra encore plus importante au Nouvel Empire.

## Souverains de laXIIedynastie
|               |                       |           |                      |   |  |  |  |  |  |  |  |  |  |  |  |  |  |  |  |
| Amenemhat Ier | 1991 à 1962 av. J.-C. | Itjitaoui | Licht (Fayoum)       | ? |  |  |  |  |  |  |  |  |  |  |  |  |  |  |  |
| Sésostris Ier | 1962 à 1928 av. J.-C. | Itjitaoui | Licht (Fayoum)       | ? |  |  |  |  |  |  |  |  |  |  |  |  |  |  |  |
| Amenemhat II  | 1929 à 1895 av. J.-C. | Itjitaoui | Dahchour             | ? |  |  |  |  |  |  |  |  |  |  |  |  |  |  |  |
| Sésostris II  | 1897 à 1878 av. J.-C. | Itjitaoui | Illahoun (Fayoum)    | ? |  |  |  |  |  |  |  |  |  |  |  |  |  |  |  |
| Sésostris III | 1878 à 1843 av. J.-C. | Itjitaoui | Dahchour             | ? |  |  |  |  |  |  |  |  |  |  |  |  |  |  |  |
| Amenemhat III | 1842 à 1797 av. J.-C. | Itjitaoui | Dahchour puis Hawara | ? |  |  |  |  |  |  |  |  |  |  |  |  |  |  |  |
| Amenemhat IV  | 1797 à 1790 av. J.-C. | Itjitaoui | Mazghouna            | ? |  |  |  |  |  |  |  |  |  |  |  |  |  |  |  |
| Néférousobek  | 1790 à 1780 av. J.-C. | Itjitaoui | Mazghouna            | ? |  |  |  |  |  |  |  |  |  |  |  |  |  |  |  |